# Нојбергер
Нојбергер (њем. Neubörger) општина је у њемачкој савезној држави Доња Саксонија. Једно је од 60 општинских средишта округа Емсланд. Према процјени из 2010. у општини је живјело 1.578 становника. Посједује регионалну шифру (AGS) 3454037.

## Географски и демографски подаци
Нојбергер се налази у савезној држави Доња Саксонија у округу Емсланд. Општина се налази на надморској висини од 16 метара. Површина општине износи 16,5 km². У самом мјесту је, према процјени из 2010. године, живјело 1.578 становника. Просјечна густина становништва износи 96 становника/km².